# 高槻市立柱本小学校
高槻市立柱本小学校（たかつきしりつ はしらもとしょうがっこう）は、大阪府高槻市の南部に位置する公立小学校。

## 沿革
- 1973年4月1日：高槻市立三箇牧小学校より分離開校
- 同7月10日：プール完成
- 同9月1日：校章制定
- 1974年1月10日：校歌制定
- 同3月：体育館完成

## 通学区域
- 高槻市 柱本1-7丁目、柱本新町、柱本南町

卒業生は基本的に高槻市立第七中学校へ進学する。